# Parafia św. Aleksandra Newskiego w Preszowie
Parafia św. Aleksandra Newskiego – parafia prawosławna w Preszowie, w archidekanacie dla powiatów: Preszów, Sabinov, Lubowla i Vranov nad Topľou, w eparchii preszowskiej Kościoła Prawosławnego Czech i Słowacji.
Świątynią parafialną jest sobór św. Aleksandra Newskiego, katedra eparchii preszowskiej. Na terenie parafii znajduje się też kaplica biskupia pod wezwaniem Podwyższenia Krzyża Świętego, zlokalizowana w siedzibie kurii przy ulicy Budovateľskiej 1.
Proboszczem jest ks. Michal Švajko. W parafii niesie posługę również dwóch wikariuszy oraz trzech diakonów.